# Pseudomesus bispinosus
Pseudomesus bispinosus är en kräftdjursart som beskrevs av Chardy 1974. Pseudomesus bispinosus ingår i släktet Pseudomesus och familjen Desmosomatidae. Inga underarter finns listade i Catalogue of Life.